# Сайлер, Говард
Говард Банфорд Сайлер мл. (англ. Howard Banford Siler, Jr., 18 июня 1945, Ньюпорт-Ньюс, штат Виргиния, США — 8 июля 2014, Клермонт, штат Флорида, США) — американский бобслеист и тренер, бронзовый призёр чемпионата мира (1969).

## Спортивная карьера
Являлся пятикратным чемпионом США, девять раз принимал участие в первенствах мира. На чемпионате мира по бобслею в Лейк-Плэсиде (1969) завоевал бронзовую медаль среди четверок. На своих первых зимних Олимпийских игр в японском Саппоро (1972) занял 16-е место в соревнованиях двоек. Восемь лет спустя на зимних Играх в Лейк-Плэсиде (1980) был пятым в заездах четверок.
По завершении спортивной карьеры работал страховым агентом. В 1985 г. был тренером сборной США и председателем комитета Федерации бобслея США по развитию конкуренции. Позже работал в качестве тренера бобслеистов Ямайки. впервые принявших участие в этой дисциплине на зимних Олимпийских играх в Калгари (1988).
Послужил прототипом тренера Ирвинга «Ирва» Блицера (в исполнении Джона Кэнди) в американском фильме «Крутые виражи» (1993).